# Milton Nascimento
Milton Nascimento (Rio de Janeiro, 1942. október 26. –) hétszeres Grammy-díjas, Grammy Életmű-díjas brazil énekes, gitáros, dalszerző.

## Pályafutása
Még csak néhány hónapos volt, amikor az a család fogadta örökbe, ahol anyja korábban dolgozott (Josino Brito Campos (bankár, matematikatanár,  villamosmérnök) és Silva Campos Lília (zenetanár). Anyja Maria do Carmo Nascimento volt. Amikor 18 hónapos volt, édesanyja meghalt. Örökbefogadó szüleivel Três Pontas városába költöztek.
Pályafutása elején Nascimento két szamba együttesben, Evolussambában és a Sambacanában játszott. 1963-ban Belo Horizontéba költözött, és a Borges fivérekkel játszott a Clube Da Esquinaban. A többi tag Beto Guedes, Toninho Horta, Wagner Tiso és Flávio Venturini volt.
Nascimento falzettjével és hangmagasságával lett híres. Olyan dalai születtek, mint a „Canção da América” és a „Coração de Estudante”. A „Coração de Estudante” szövege Edson Luís diák temetésére emlékezik, akit 1968-ban egy rendőr ölt meg a katonai diktatúra idején. A dal 1984-ben a „diretas já” kampány himnusza lett. Tancredo Neves elnök temetése a következő évben lett volna, de meghalt, mielőtt hivatalba léphetett volna.
Nascimento nemzetközi áttörését Wayne Shorter szaxofonossal való együttműködése hozta meg a Native Dancer (1974) című albumukkal. Ez olyan sztárokkal való együttműködéshez vezetett, mint Peter Gabriel, Paul Simon, James Taylor és Pat Metheny.
Warren Cuccurullo gitárossal kötött barátsága révén a Duran Duran rockzenekarral készült felvétele 1993-ban. Nascimento írta és portugálul énekelte a „Breath After Breath” című dalt a Duran Duran albumon.

## Albumok
- 1967: Milton Nascimento
- 1969: Courage
- 1969: Milton Nascimento
- 1970: Milton
- 1972: Clube da Esquina (& Lô Borges)
- 1973: Milagre dos Peixes
- 1974: Native Dancer (& Wayne Shorter)
- 1975: Minas
- 1976: Geraes
- 1976: Milton (Raça) (& Wayne Shorter & Herbie Hancock)
- 1978: Clube da Esquina 2
- 1979: Journey to Dawn
- 1980: Sentinela
- 1981: Caçador de Mim
- 1982: Anima
- 1982: Ponta de Areia

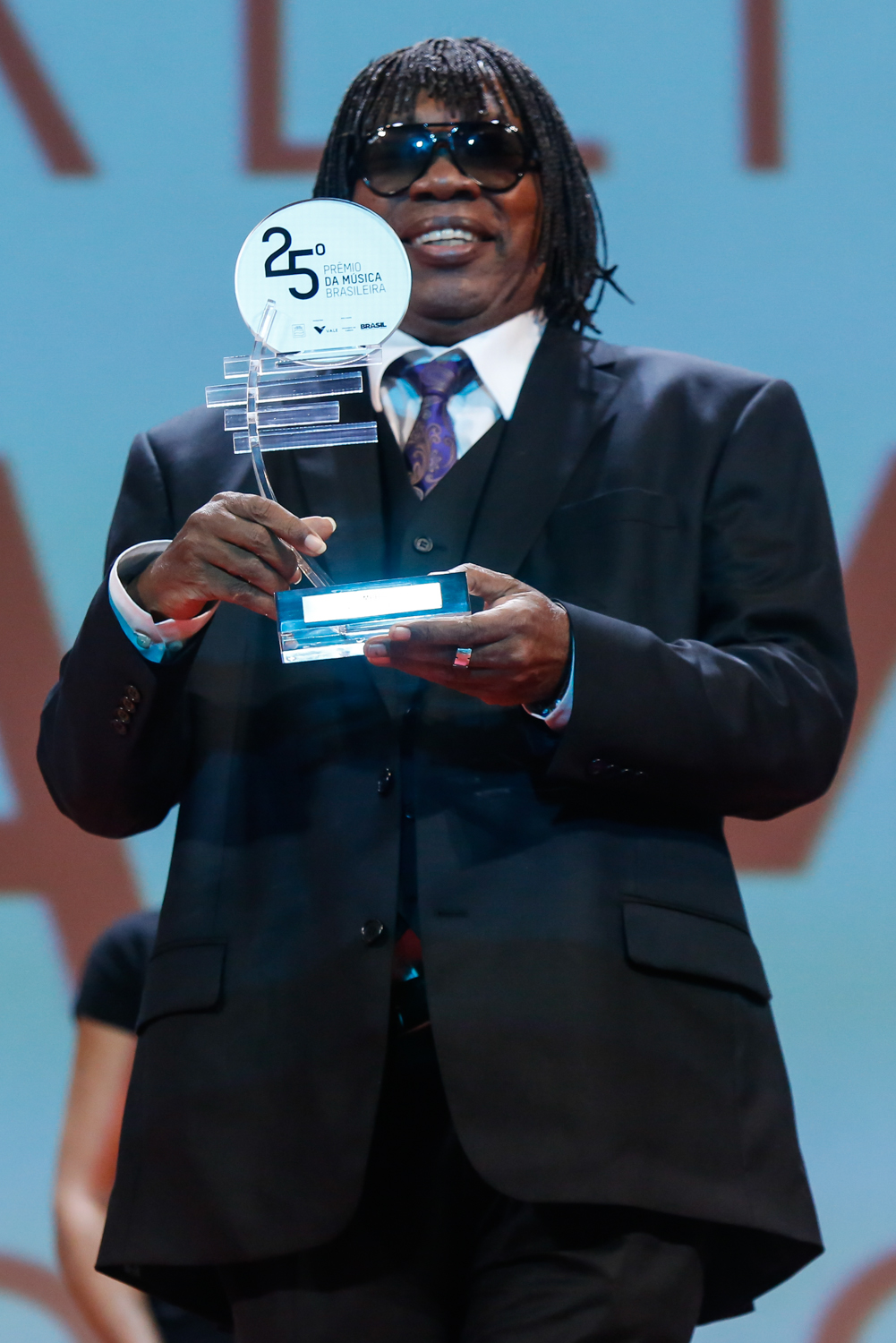
2014-ben

- 1982: Missa dos Quilombos (& Pedro Casaldáliga & Pedro Tierra)
- 1983: Ao Vivo
- 1985: Encontros e Despedidas
- 1986: A Barca dos Amantes (& Wayne Shorter)
- 1987: Yauaretê (& Wayne Shorter & Herbie Hancock)
- 1989: Miltons & Herbie Hancock
- 1990: Canção da America
- 1990: Txai
- 1992: Noticias do Brasil
- 1993: Três Pontas
- 1994: Angelus (& Wayne Shorter, Herbie Hancock, James Taylor & Jon Anderson)
- 1994: O Planeta Blue na Estrada do Sol
- 1996: Amigo
- 1997: Nascimento
- 1998: Tambores de Minas
- 1999: Crooner
- 2000: Nos Bailes da Vida
- 2001: Gil & Milton Gilberto Gil)
- 2003: Pietá
- 2003: Music for Sunday Lovers
- 2005: O Coronel e o Lobisomem
- 2007: Milagre dos Peixes: Ao Vivo
- 2008: Novas Bossas
- 2008: Belmondo & Milton Nascimento
- 2010: ...E a Gente Sonhando
- 2010: Under Tokyo Skies (& Herbie Hancock)
- 2011: Nada Será Como Antes: O Musical
- 2013: Uma Travessia: 50 Anos de Carreira
- 2015: Tamarear (& Dudu Lima Trio)

## Filmjei
- Milton Nascimento az IMDb-n

## Díjai
- Hétszeres Grammy-díjas
- Grammy Életmű-díjas